# Erik Engström (skådespelare)
Erik Engström, född 29 januari 1988 i Kungsängen, Stockholms län, död 18 juli 2006 i Bro, Stockholms län, var en svensk skådespelare. Engström växte upp i Håtuna, Upplands-Bro. Han hann bara medverka i en film, Daniel Fridells Säg att du älskar mig (2006). År 2006 omkom Engström i en bilolycka.

## Filmografi
- 2006 – Säg att du älskar mig